# 내털리아 셰퍼드
내털리아 셰퍼드(영어: Natalia Sheppard, 1984년 5월 27일 ~) 혹은 나탈리아 비엥츠코프스카(폴란드어: Natalia Więckowska)는 폴란드 태생 영국의 펜싱 선수로 주 종목은 플뢰레이다. 2012년 하계 올림픽에서 여자 플뢰레 개인전과 단체전에 출전하였다. 그러나 개인전 32강에서 프랑스의 코린 메트르장에게 5-15로 패해 탈락하였고, 단체전에서는 8위에 머물렀다.